# Arachnoidella protecta
Arachnoidella protecta is een mosdiertjessoort uit de familie van de Arachnidiidae. De wetenschappelijke naam van de soort is voor het eerst geldig gepubliceerd in 1915 door Harmer.